# Дом Пиетинена
Дом Пиетинена — жилое здание с коммерческими помещениями в Выборге. Расположенный на углу Ленинградского проспекта и Вокзальной площади пятиэтажный (частично — шестиэтажный) дом в центре города Выборга в стиле северный модерн включён в перечень памятников архитектуры.

## История
По заказу богатого мебельного фабриканта Матти Пиетинена в 1907—1908 годах архитектурным бюро «Бертель Юнг и Бомансон» напротив выборгского вокзала было построено здание, олицетворяющее финское национально-романтическое движение. Для оформления фасадов здания, имеющего важное градоформирующее значение, был привлечён известный архитектор Армас Линдгрен, один из основоположников финского национального романтизма. Этот дом стал его единственной работой в Выборге. Оригинальный облик здание приобрело благодаря внушительной двухэтажной угловой башне в сочетании с живописной компоновкой балконов и эркеров, удачно подобранным форме и ритму оконных проёмов, а также контрастному сочетанию фактуры материалов с окраской фрагментов облицовки. Дом Пиетинена стал главной доминантой в районе железнодорожного вокзала и производил большое впечатление на гостей города своими размерами и монументальностью. Фасадные украшения, навеянные автору сюжетом карело-финского эпоса «Калевала», поражали оригинальностью идеи и мастерством исполнения. Большие окна помещений первого этажа, предназначенных под коммерческие цели, расчленены лопатками, увенчанными гранитными маскаронами с самыми разными выражениями, от ухмылки до оскала. А центральная арка главного подъезда, облицованная гранитом, декорирована тремя горельефами в виде львиных голов.

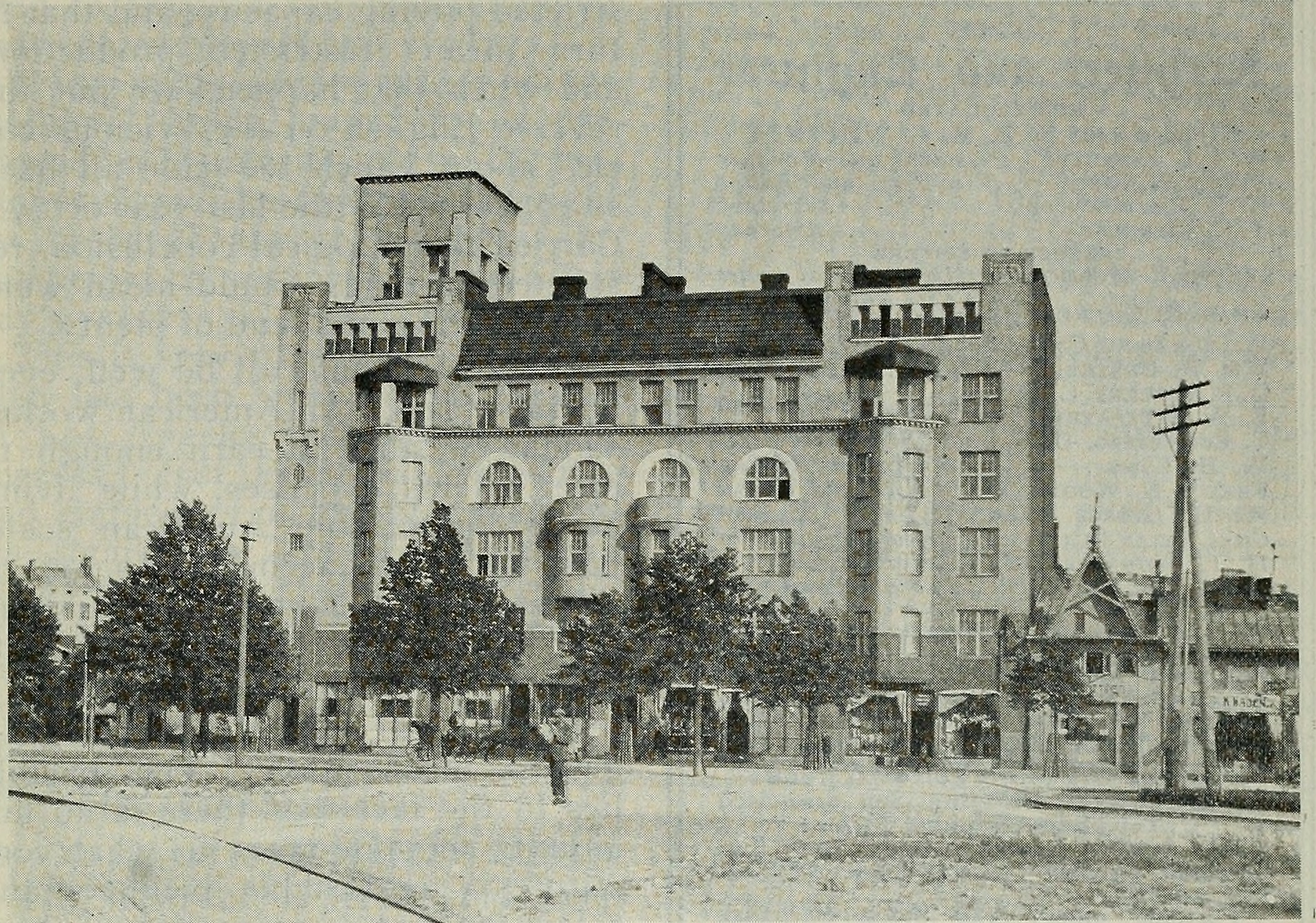
Фото начала XX века
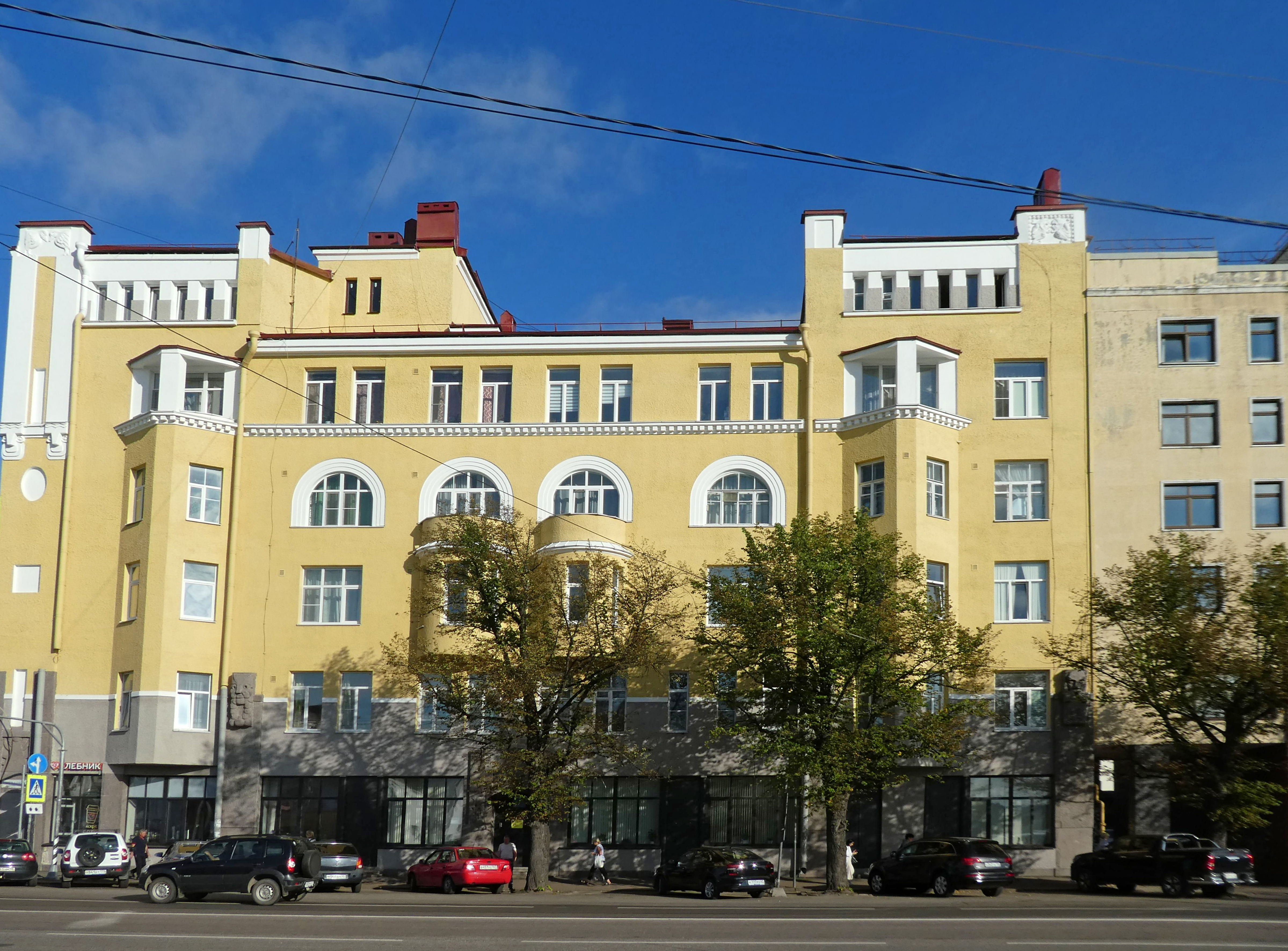
Фото 2023 года
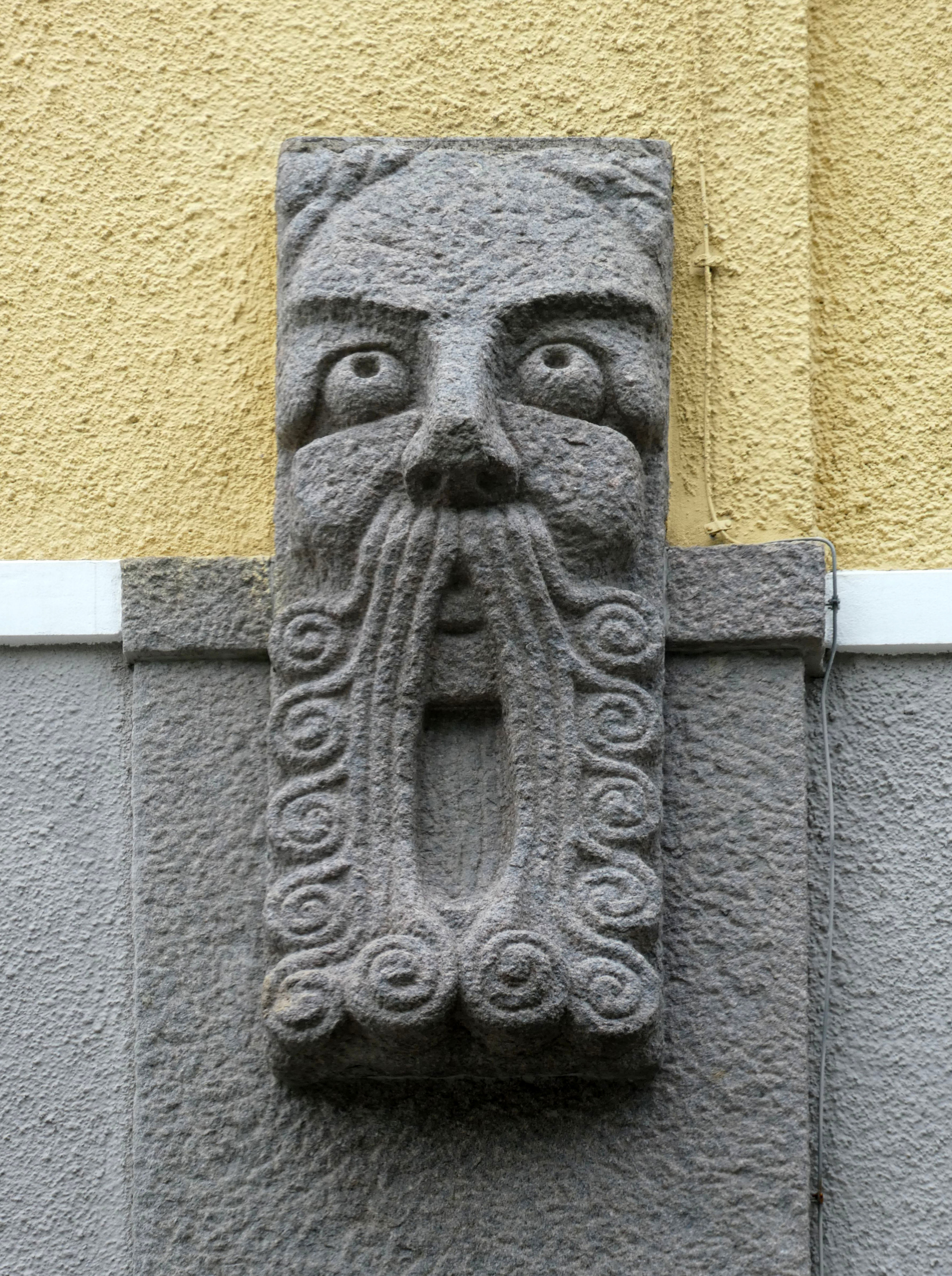
Маскарон на доме Пиетинена
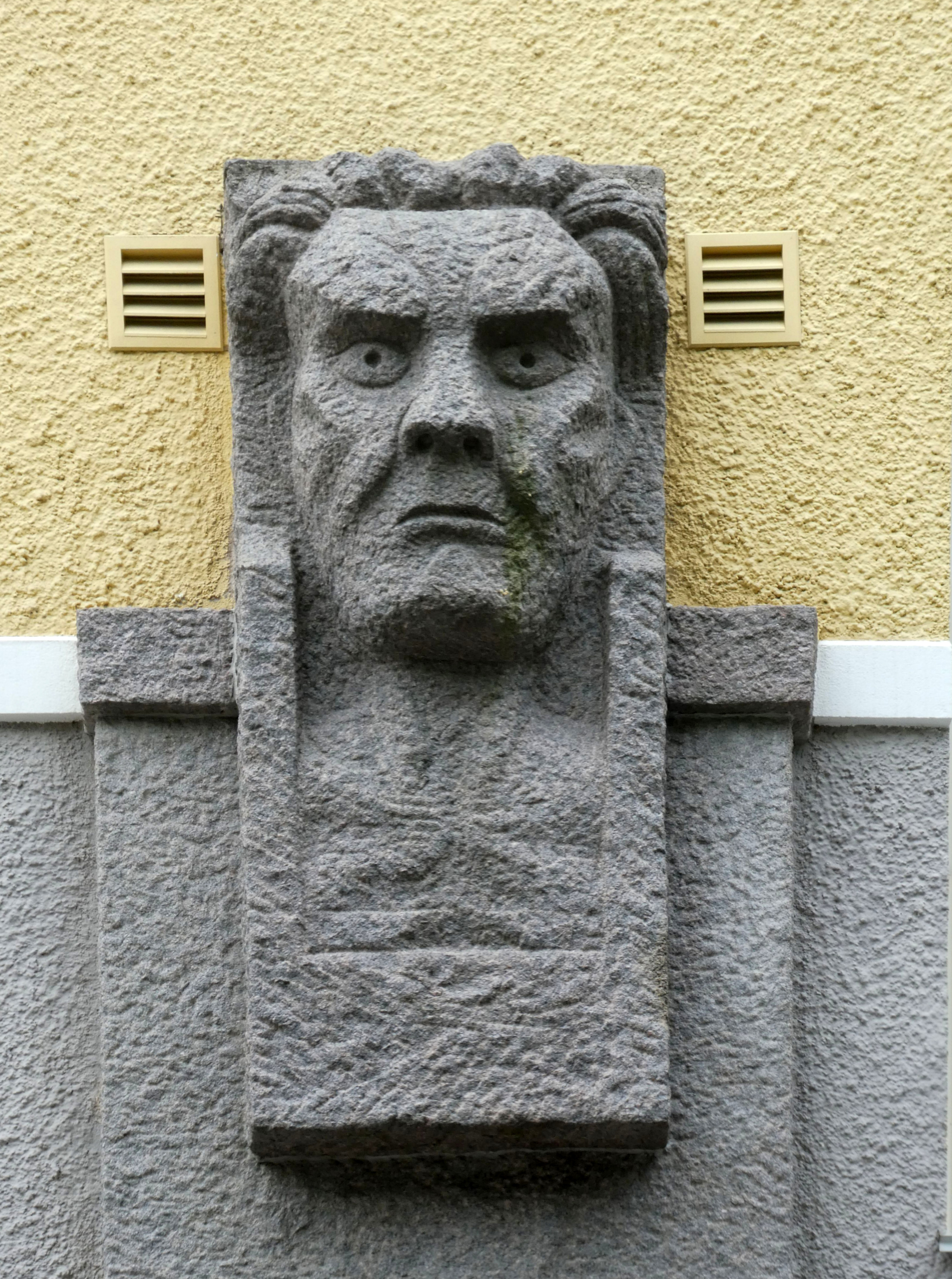
Маскарон  на доме Пиетинена
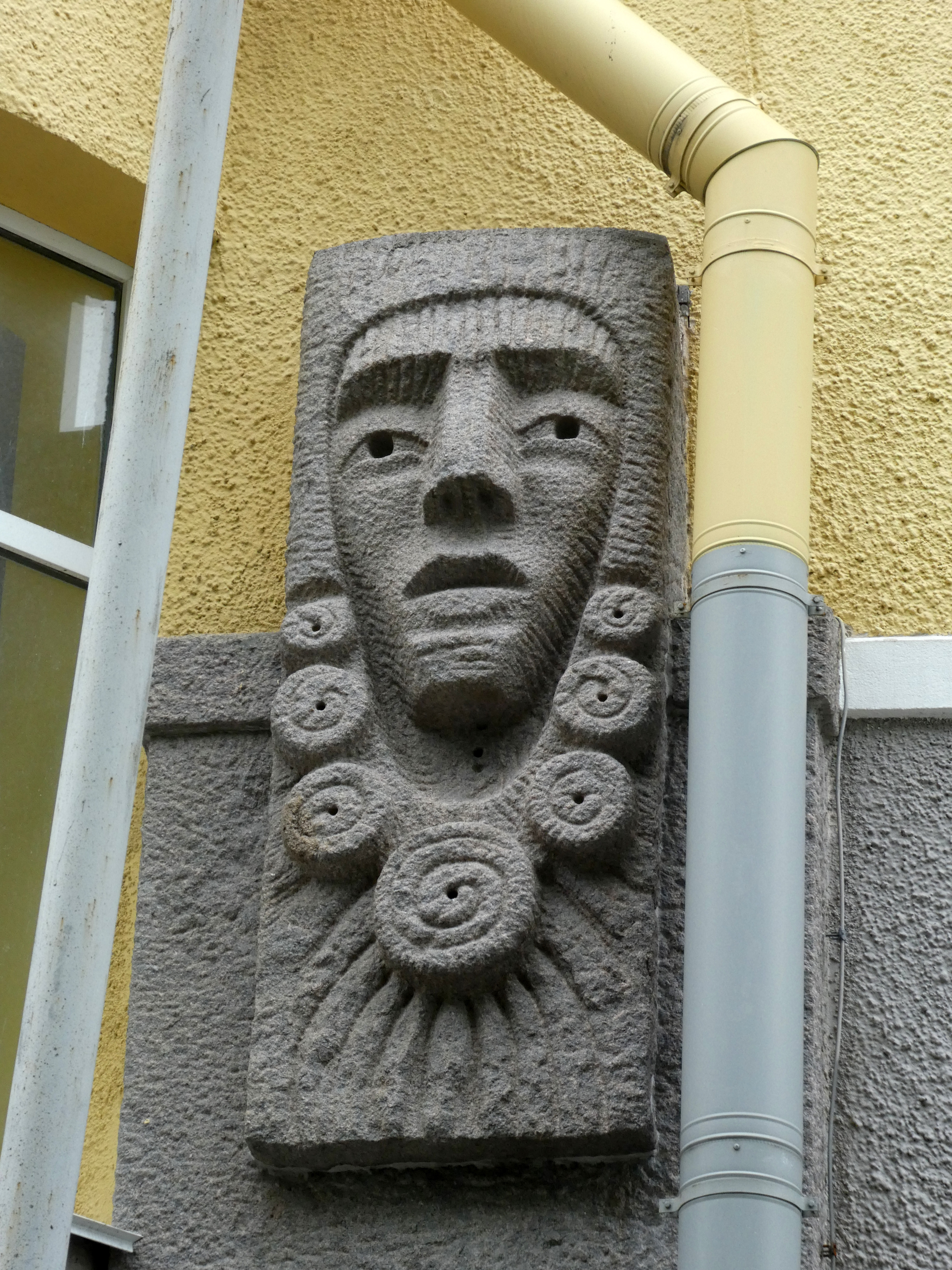
Маскарон на доме Пиетинена
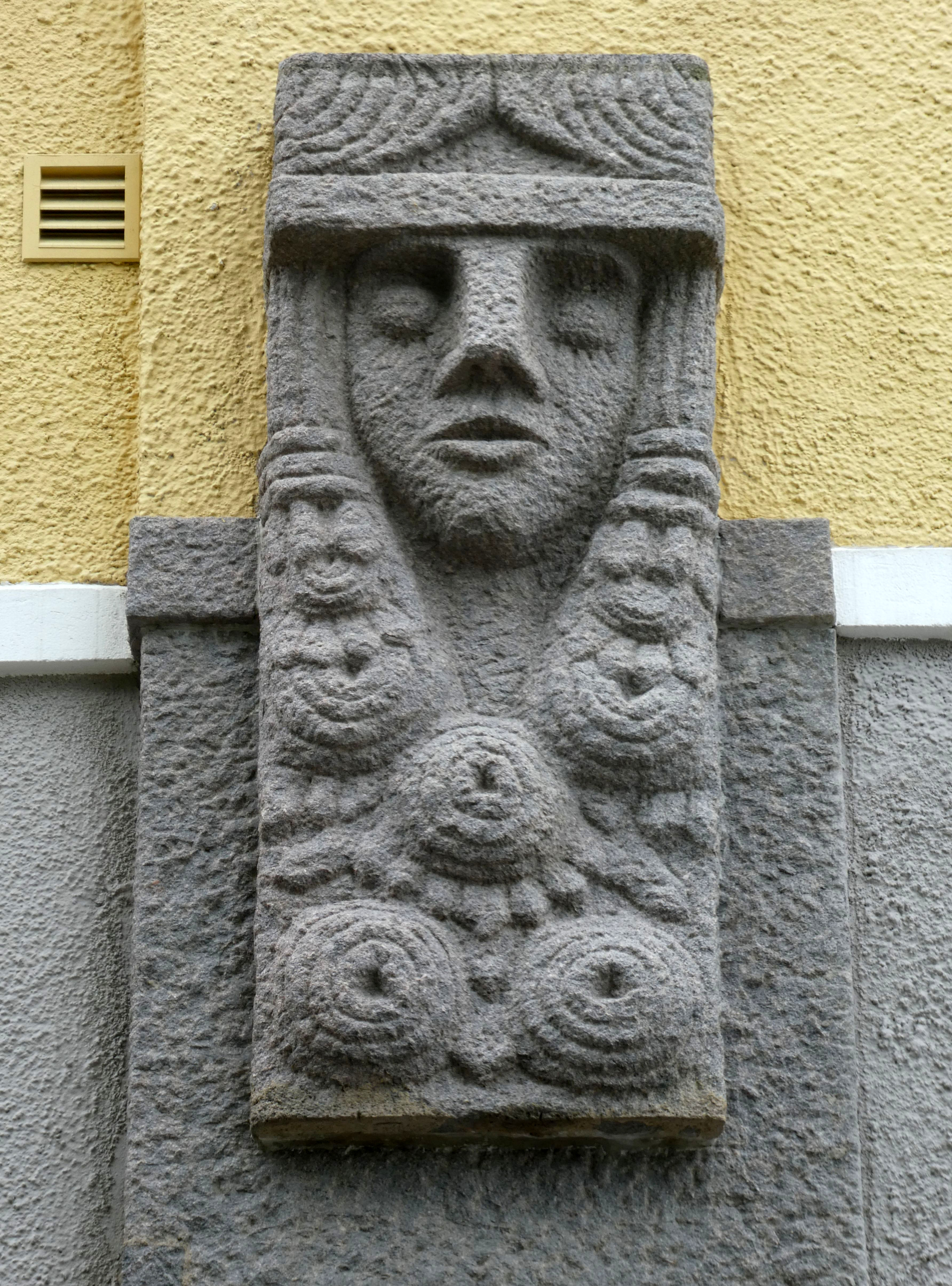
Маскарон  на доме Пиетинена
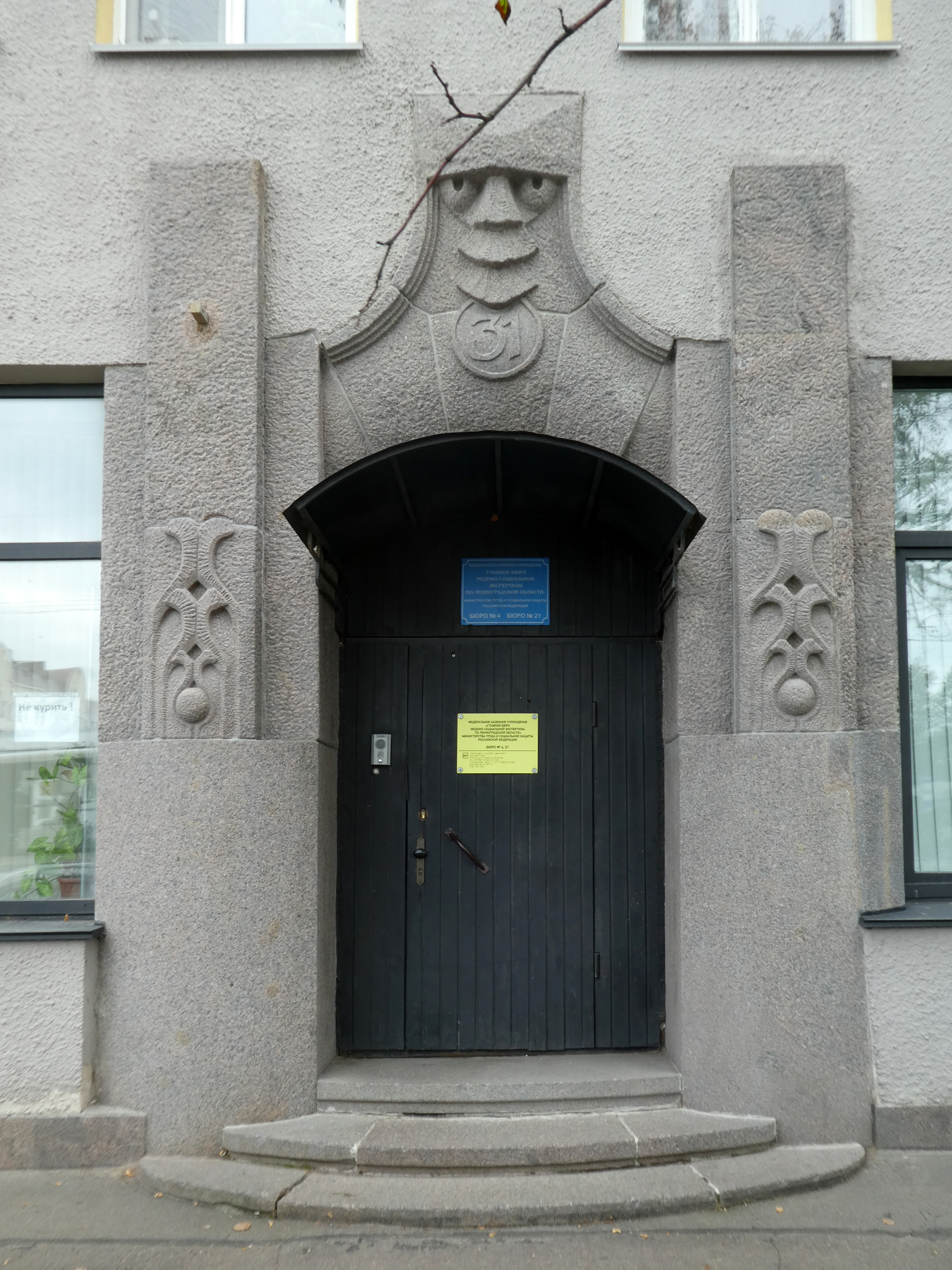
Парадный вход

Дом Пиетинена приобрёл известность не только благодаря фасадному декору: он стал одним из первых выборгских зданий, оснащённых лифтами и горячим водоснабжением. Горожане называли его «дворцом». На двухэтажной башне с большими окнами долгое время размещались буквы KOP — видная издалека вывеска расположенного в доме отделения Национального акционерного банка (Kansallis-Osake-Pankki). В числе других учреждений, размещавшихся в здании в 1930-х годах, было советское консульство.
Фасад «дворца Пиетинена», гармонирующий с зеленью Треугольного сквера, удачно вписался в застройку Вокзальной площади, окружённой домами с богатым декоративным оформлением фасадов. Однако в ходе советско-финских войн (1939—1944) большая часть этих зданий была уничтожена; значительные разрушения получил и дом Пиетинена, лишившийся интерьеров, высокой угловой башни, оригинальной кровли и части эркеров. В ходе послевоенного ремонта, осуществлённого в 1950-х годах, в период определяющего влияния знаменитого постановления «Об устранении излишеств в проектировании и строительстве», нарядный внешний облик здания был утрачен, как и выразительность силуэта, искажённого изменением формы крыши и заменой угловой башни треугольным фронтоном. Ремонтом здания, проведённым в 2018 году, восстановления утраченных элементов не предусматривалось.
Дом Пиетинена стал источником вдохновения для известного столичного зодчего А. Л. Лишневского, выстроившего в Петербурге в 1913 году доходный дом А. Л. Сагалова (Лиговский проспект, дом № 91), в котором исследователи отмечают сходство приёмов: в частности, силуэт и декоративные украшения (горельефы в виде львиных голов, маскароны и т. п.). Примечательно, что и петербургский «дом с львиными головами» к настоящему времени также лишился угловой башни, хотя многие фасадные украшения сохранились хорошо.

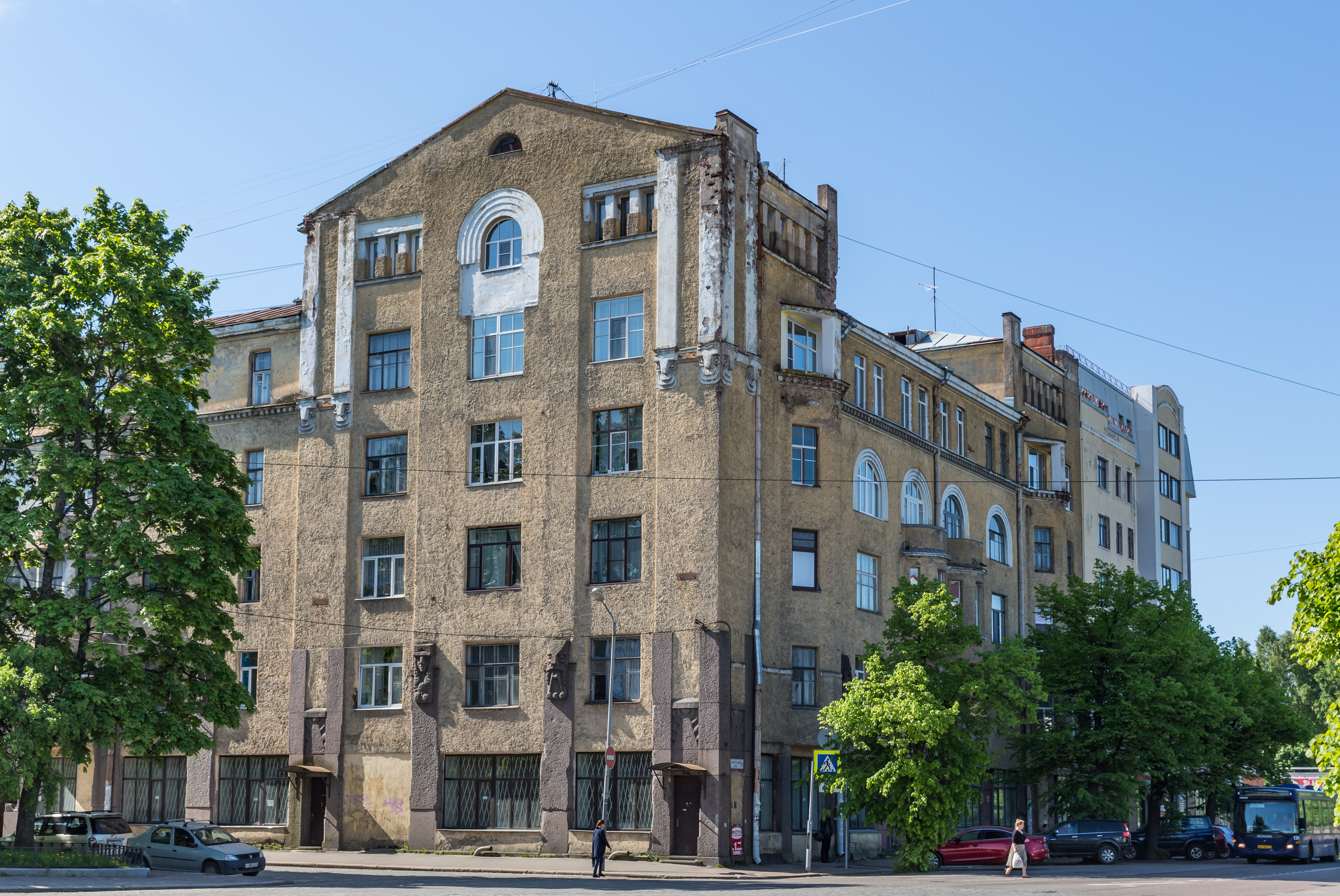
Дом Пиетинена (фото 2017 года)
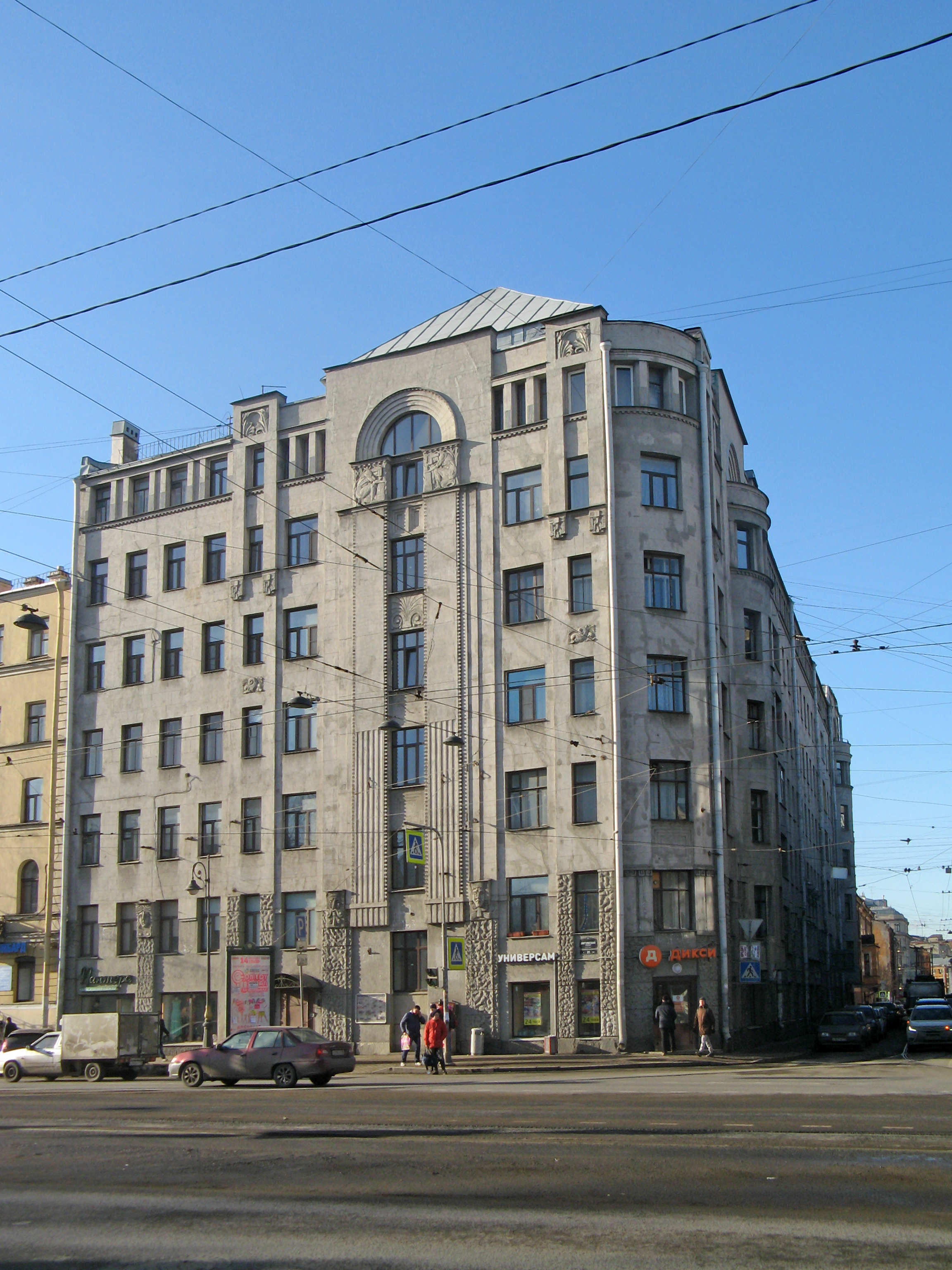
Доходный дом Сагалова (Санкт-Петербург)
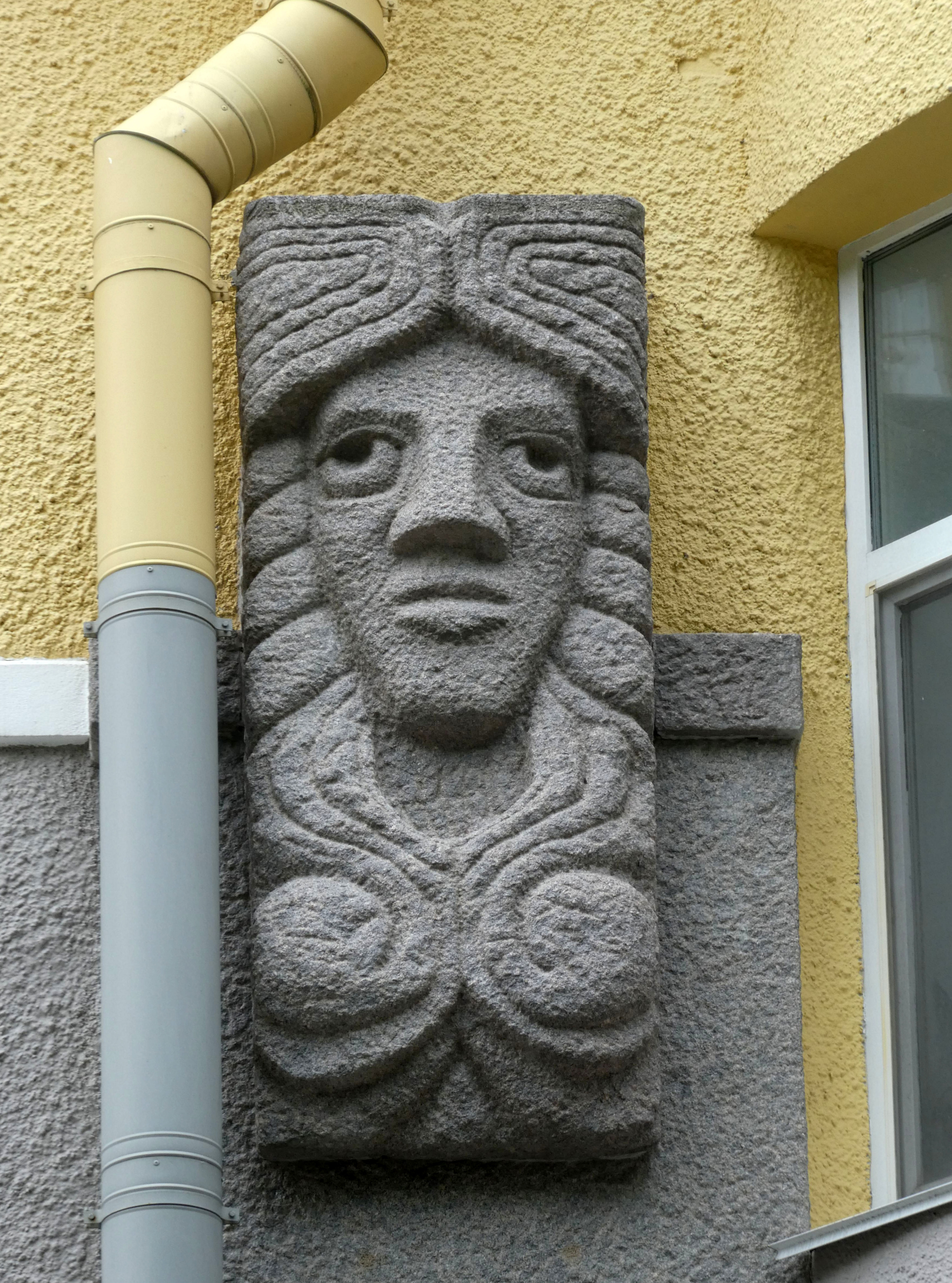
Маскарон на доме Пиетинена
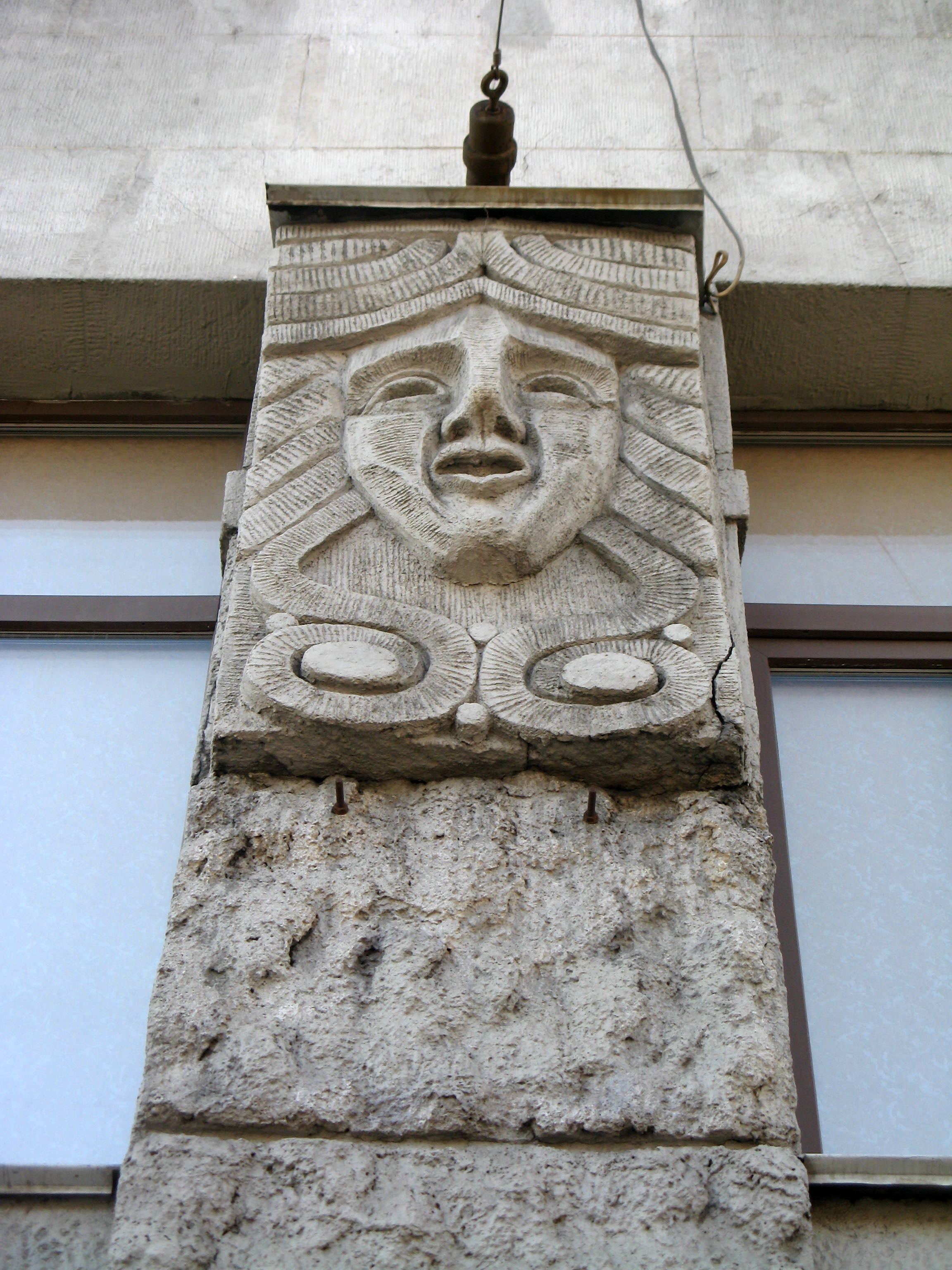
Маскарон на доме Сагалова
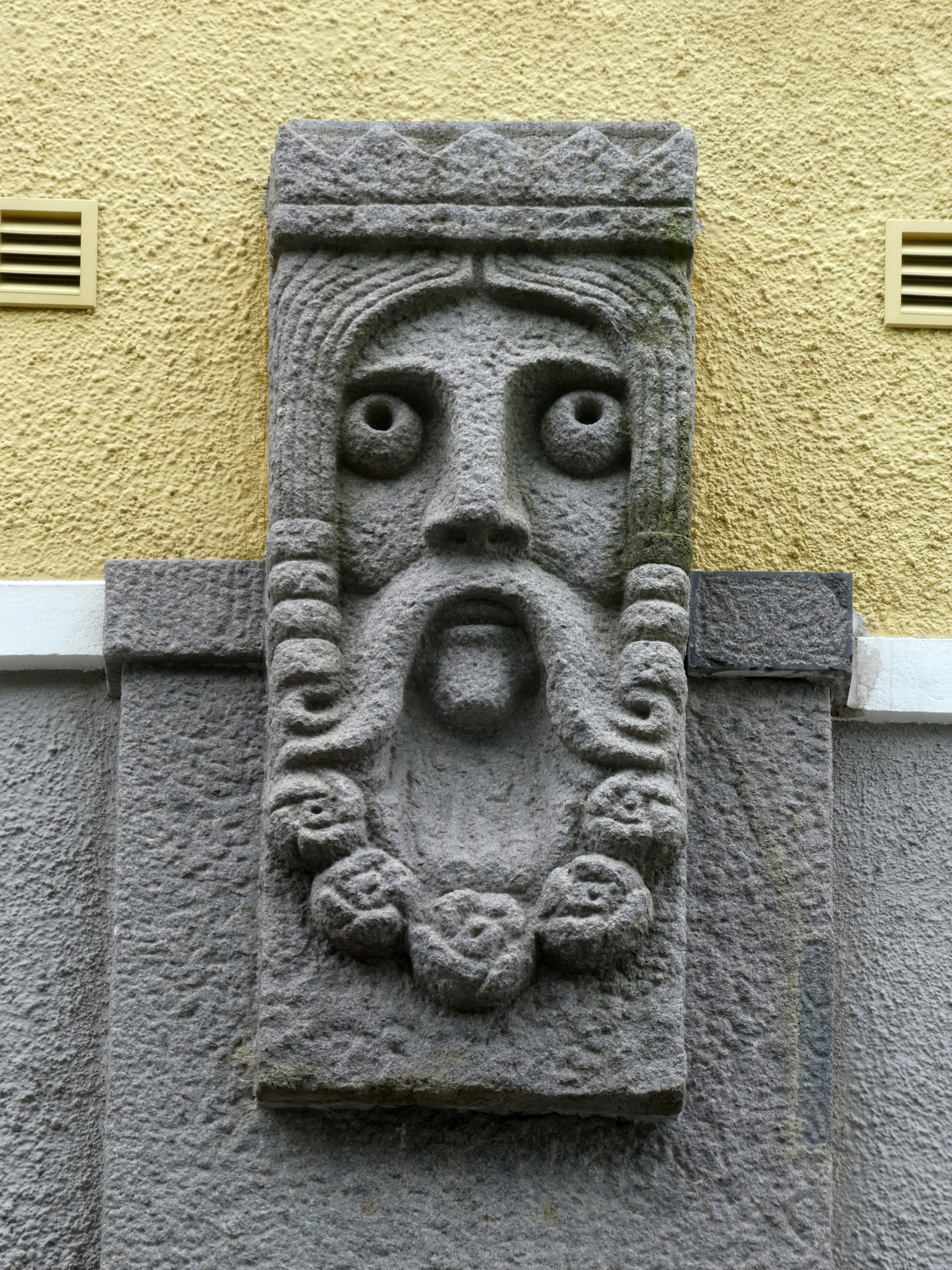
Маскарон на доме Пиетинена
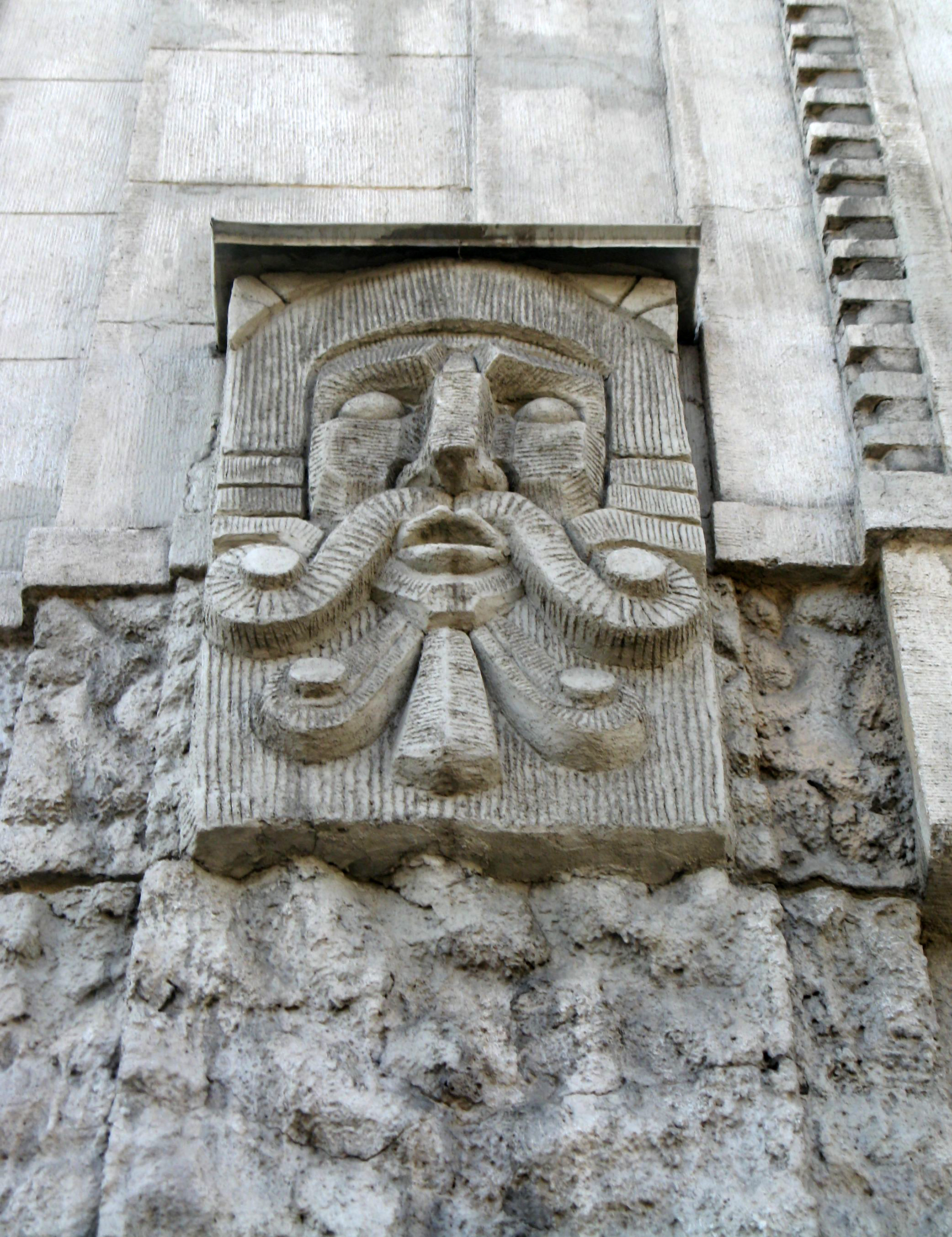
Маскарон на доме Сагалова
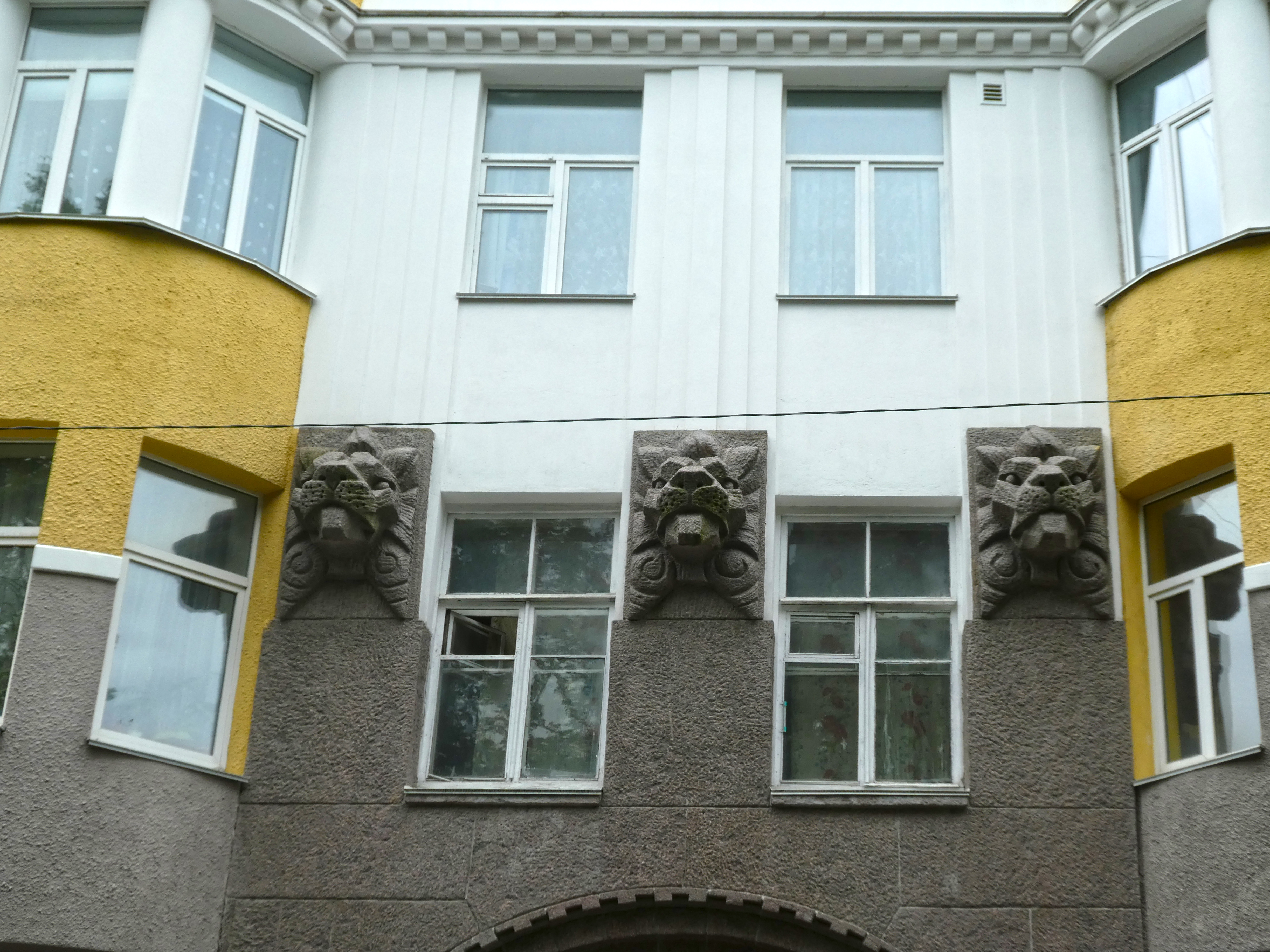
Львиные головы на доме Пиетинена